# Josep Ricart i Matas
Josep Ricart i Matas (Barcelona, 27 d'octubre de 1893 - Barcelona, 24 d'agost de 1978) fou un violoncel·lista i musicòleg català.
Va fer els primers estudis musicals amb la seva mare, la pianista Carme Matas i Aurigemma (1869-1943). Els amplià a l'Escola Municipal de Música de Barcelona i a París. Actuà a diferents ciutats europees de vegades acompanyat per la seva mare. Residí entre el 1920 i el 1933 a Londres. El 1945 va fundar i dirigir el Museu Municipal de Música de Barcelona. Fou nomenat professor de violoncel del Conservatori Municipal de Barcelona. Publicà Refranero internacional de la música y de la danza (1950), el Diccionario biográfico de la música (1956), l'assaig titulat Los instrumentos musicales en la iconografía hispánica de la Edad Media, i traduí el Dictionnaire de la Musique de Michel Brenet al castellà (1946).
Fou membre numerari, des del 1966, de la Reial Acadèmia Catalana de Belles Arts de Sant Jordi, i la va fer hereva dels seus béns.

## Trajectòria musical truncada
La seva trajectòria musical es truncà als 40 anys, quan una malaltia li va afectar les mans i li va impossibilitar de continuar la seva carrera musical, una carrera que havia començat amb el suport de la seva mare. El que hauria pogut ser un gran violoncel·lista va esdevenir en un estudiós de l'organologia. Els seus estudis i el seu treball en la recerca i recopilació d'iconografia musical es reflecteixen en la ponència Els instruments musicals en la iconografia hispànica de l'edat mitjana, presentada al Congrés Internacional de Musicologia de Barcelona l'any 1936. La seva amistat amb el director del Museu Instrumental del Reial Conservatori de Música de Brussel·les, Victor-Charles Mahillon, les seves recerques i el seu interès pel món museístic, tot plegat el van menar a aconseguir la direcció del Museu de la Música, amb el suport des del primer moment de Tomàs Carreras i Artau.
El Museu aleshores en una fase embrionària. Els avatars que havia viscut, amb un intent frustrat d'inauguració l'any 1936, situat al pavelló Albéniz de Montjuïc, amb la col·lecció d'instruments antics, més l'inici de la guerra civil van fer que aquest museu no es consolidés com a tal. Després de la retirada del dipòsit de la Col·lecció Baget de Folch, en total hi havia 68 instruments (cordòfons, aeròfons, idiòfons i membranòfons).

## Anys de guerra
Els anys de guerra van ser molt durs per a tota la societat cultural; van ser anys en què els museus es tancaven i eren evacuats per tal de protegir-los. Cal esmentar en aquells moments, la tasca de la Generalitat de Catalunya en crear la Comissió del Patrimoni Artístic, el 1936, que estava subdividida entres comissions: la dels museus, dirigida per Joaquim Folch i Torres; la de les biblioteques, per Jordi Rubió i Balaguer, i la dels arxius, per Agustí Duran i Sampere. En aquesta activitat va col·laborar Ricart i Matas, tot recuperant part del fons musical de la Biblioteca de Catalunya. La generalitat va basar gairebé tots els seus esforços a salvaguardar el fons del Museu d'Art de Catalunya i van ser dut a Olot, Darnius i la Vajol, o foren traslladats a una exposició que s'havia creat a París. La resta dels fons museístics existents van ser dipositats al Palau Nacional, a l'edifici de la Caixa de Pensions (creat el 1929) i en altres edificis de Montjuïc. També es van mantenir custodiats al Parc de la Ciutadella (Museu Martorell, Museu de Zoologia i Museu d'Arqueologia), al Palau de Belles Arts, al Monestir de Pedralbes, i en altres edificis del nucli antic de la ciutat. La col·lecció d'instruments musicals va continuar al Palauet Albéniz.
La Generalitat va crear també el Servei de Confiscacions, el 1936, per salvaguardar els objectes artístics de particulars i esglésies i aturar l'acció destructora revolucionaria, com també per recollir i preservar els béns culturals abandonats pels propietaris o en situació de perill, entenguem-hi també les confiscacions que va fer la Generalitat per iniciativa pròpia. I per protegir aquests edificis dels bombardejos que poguessin succeir es va decretar l'octubre de 1936 la col·locació d'un drap blanc amb un cercle color magenta dins el qual hi havia tres esferes i en les cobertes dels edificis s'escriurien en lletres ben grans la paraula Museus.

## ElServicio de Defensa del Patrimonio Artístico Nacional
Aquesta institució va ser creada a l'abril de 1938 pel ban franquista, en el qual s'establia la figura del agente de vanguardia encarregat de protegir i salvaguardar els béns culturals. Es va organitzar el Servicio de Recuperación Artística, dividit en vuit zones, en què Barcelona restà inclosa en la zona de Llevant, i que passà a dirigir a partir de 1940 Luís Monreal y Tejada, tot materialitzant-se la reorganització de les col·leccions artístiques i la devolució de les confiscacions.
Cadascuna des de la seva perspectiva van intentar preservar i conservar el patrimoni artístic i cultural. Ambdós bans van cometre errors i despropòsits, però la feina que van fer les persones desinteressades integrades en els agentes de vanguardia, com també les qu integraven les comissions de la Generalitat, representades en la figura de Ricart i Matas, van aconseguir protegir una part del nostre llegat artístic i cultural.
El 1940 Tomàs Carreras i Artau, que va ser membre de la Lliga Regionalista, va ser nomenat –a instàncies de Ramón Serrano Suñer–, ponent de Cultura de l'Ajuntament de Barcelona. Des d'un primer moment, malgrat el caos que regnava en la majoria de les institucions, va intentar organitzar la vida cultural de la ciutat, i va promoure-hi la creació de diversos museus: Museu d'Indústries i Arts Populars (juny de 1942), Museu d'Història de la Ciutat (abril de 1943), Museu Taller F. Marès (juny de 1946) i Museu Etnològic i Colonial (febrer de 1949). Va adquirir el Palau de la Virreina, que havia de ser la seu de les Galeries de catalans Il·lustres i Museu d'Arts Decoratives.

## Any 1942
Aquest any començà la devolució dels instruments de música que eren al Pavelló Albéniz, que deixa de ser espai idoni. El ressorgiment del Museu de la Música és un fet. El 23 de gener de 1943 n'és nomenat director Josep Ricart i Matas, que seguirà la idea del museu existent a Brussel·les i l'emmarca dins el Conservatori Municipal de Música, que en paraules de Tomàs Carreras i Artau, constituirà un magnífic instrument de treball que completarà la feina docent de les aules i obrirà, possiblement horitzons a la investigació musical.
La feina del Museu s'intensifica, es comencen a inventariar els instruments procedents dels fons: del Servei de Defensa del Patrimoni Artístic 8entre els quals una arpa Cousineau, del segle XIX), del Servei de Recuperació Artística (un piano vertical Clementi, del segle XIX); dels Museus d'Art i de la Junta de Museus (un violí de ceràmica de Delft, del segle xviii). Un conjunt de 83 instruments, valorats el 1943, en 427,725 pessetes (2.570,68 euros). El Pavelló Albéniz és història fins i tot el símbol que era la col·locació del bust del músic és traslladat l'últim quadrimestre de l'any al museu.
Els primers instruments que va adquirir Ricart i Matas per engrandir el museu van ser adquirits a Miquel Llor i Forcada; un acordió tipus Reisner i una flauta travessera de Potter ambdós de la primera meitat de segle XIX. La més important de les compres realitzades el 1943 es va fer a Frederic Marès i Deulovol, amb un total de 47 instruments variats, des d'una guitarra de José García "el Granadino"; un clarinet de Guerre de la primera meitat del segle xix fins a cinc parells de castanyoles de la segona meitat del segle xix.
Des de 1943 fins a 1946 es desenvolupa la important adquisició d'una col·lecció d'instruments musicals procedents de la zona del protectorat del Marroc, Serà el baró d'Albí qui tramitarà l'operació de compra, organitzada per la Delegació de Cultura. Fra Patrocino García serà l'encarregat d'adquirir els 36 instruments i enviar-los al Museu. Uns exemples il·lustratius són; l'Ud (llaüt), el Zamar (clarinet doble), Qarqabu (castanyoles), Bendir (pandero) i la Derbocka (tambor). El Museu també es va enriquir mitjançant donatius i dipòsits.

## Formar el Museu
Ricart i Matas va donar forma al Museu tot dividint-lo en quatre seccions, que el Diari de Barcelona va descriure així: la primera conté autògrafs, instruments automàtics i trofeus de la dissolta Banda Municipal; la segona, instruments populars catalans representatius d'Eivissa i la tenora de Pep Ventura; la tercera, instruments pròpiament dits, en què destaquen un magnífic clavecí francès, el piano que va pertànyer a Malats i un magnífic orgue del segle xvii, procedent de l'antic convent de Convent de Santa Caterina; i la quarta, l'exposició d'instruments exòtics, entre els quals figuren una sèrie important procedent del Marroc. En totes les sales hi ha una gran varietat de quadres al·lusius als instruments exposats.

El Museu de la Música va ser inaugurat el 29 de maig de 1946. En el discurs, Tomàs Carreras i Artau es refereix a Ricart i Matas i el seu innegable treball realitzat al Museu de la Música en els termes següents:
| « | La seva tasca incessant, callada, pacient i segura, i una tenacitat a tota prova, han convertit en realitat tangible allò que els barcelonins amants de l'art musical consideraven ja com un son perpetu, per no dir un malson. | » |